# Andreï Diki
Pour les articles homonymes, voir Diki.
 (juin 2021).
La mise en forme du texte ne suit pas les recommandations de Wikipédia : il faut le « wikifier ».
Les points d'amélioration suivants sont les cas les plus fréquents :
- Les titres sont pré-formatés par le logiciel. Ils ne sont ni en capitales, ni en gras.
- Le texte ne doit pas être écrit en capitales (les noms de famille non plus), ni en gras, ni en italique, ni en « petit »…
- Le gras n'est utilisé que pour surligner le titre de l'article dans l'introduction, une seule fois.
- L'italique est rarement utilisé : mots en langue étrangère, titres d'œuvres, noms de bateaux, etc.
- Les citations ne sont pas en italique mais en corps de texte normal. Elles sont entourées par des guillemets français : « et ».
- Les listes à puces sont à éviter, des paragraphes rédigés étant largement préférés. Les tableaux sont à réserver à la présentation de données structurées (résultats, etc.).
- Les appels de note de bas de page (petits chiffres en exposant, introduits par l'outil «  Source ») sont à placer entre la fin de phrase et le point final[comme ça].
- Les liens internes (vers d'autres articles de Wikipédia) sont à choisir avec parcimonie. Créez des liens vers des articles approfondissant le sujet. Les termes génériques sans rapport avec le sujet sont à éviter, ainsi que les répétitions de liens vers un même terme.
- Les liens externes sont à placer uniquement dans une section « Liens externes », à la fin de l'article. Ces liens sont à choisir avec parcimonie suivant les règles définies. Si un lien sert de source à l'article, son insertion dans le texte est à faire par les notes de bas de page.
- La présentation des références doit suivre les conventions bibliographiques. Il est recommandé d'utiliser les modèles {{Ouvrage}}, {{Chapitre}}, {{Article}}, {{Lien web}} et/ou {{Bibliographie}}. Le mode d'édition visuel peut mettre en forme automatiquement les références.
- Insérer une infobox (cadre d'informations à droite) n'est pas obligatoire pour parachever la mise en page.

Pour une aide détaillée, merci de consulter Aide:Wikification.
Si vous pensez que ces points ont été résolus, vous pouvez retirer ce bandeau et améliorer la mise en forme d'un autre article.
Andreï Ivanovitch Diki (russe : Андрей Иванович Дикий; de son vrai nom Zankevitch;  3 septembre 1893 — 9 avril 1977) est un écrivain, homme politique et journaliste russe blanc et un membre de l'Armée Vlassov, connu pour son antisémitisme et son ukrainophobie. Diki a été décrit par l'essayiste chrétien Dimitri Talantsev comme l'un des principaux théoriciens de la judéophobie.

## Biographie
Zankevitch naît au sein d'une famille noble, dans le domaine de cette dernière, situé dans le raïon de Nijyn, à 30 km de Konotop (aujourd'hui situé en Ukraine). Son père possède une grande usine de sucre ainsi qu'une plantation de betteraves à sucre. Il a 3 frères et une sœur.
Il émigre en Yougoslavie pour fuir la Révolution russe. Il devient actif au sein des mouvements anti-soviétiques et est pendant un temps membre du comité exécutif de l'Union des solidaristes russes. Après la Seconde Guerre mondiale il émigre aux Etats Unis et y devient un éditeur prolifique d'articles russophones au sein de la presse pseudo-scientifique,, antisémite et ukrainophobe. Ses écrits sont largement utilisés par Alexandre Soljenitsyne dans son tract 200 ans ensemble (ru),,,,,,.
Durant cette période Diki passe tous ses étés à Richmond, dans le Maine. Il meurt le 4 avril 1977, à New York et est enterré au cimetière othrodoxe russe de Novo-Diveevo (en), à Nanuet, dans l’État de New York. 